# Dragan Dimić
Dragan Dimić (født 14. oktober 1981) er en serbisk fodboldspiller.